# Caprais de Grossolles-Flamarens
Caprais de Grossolles-Flamarens est un homme politique français né le 26 mai 1762 à Agen (Lot-et-Garonne) et mort le 25 octobre 1837 à Paris.

## Biographie
Issu de la vieille noblesse de Guyenne, il émigre sous la Révolution, servant dans l'armée de Condé. Il est nommé gentilhomme honoraire de la chambre de Charles X sous la Restauration.
Conseiller d'arrondissement, il est député du Gers de 1820 à 1827, siégeant à droite et soutenant les gouvernements de la Restauration.